# ATIS (scheepvaart)

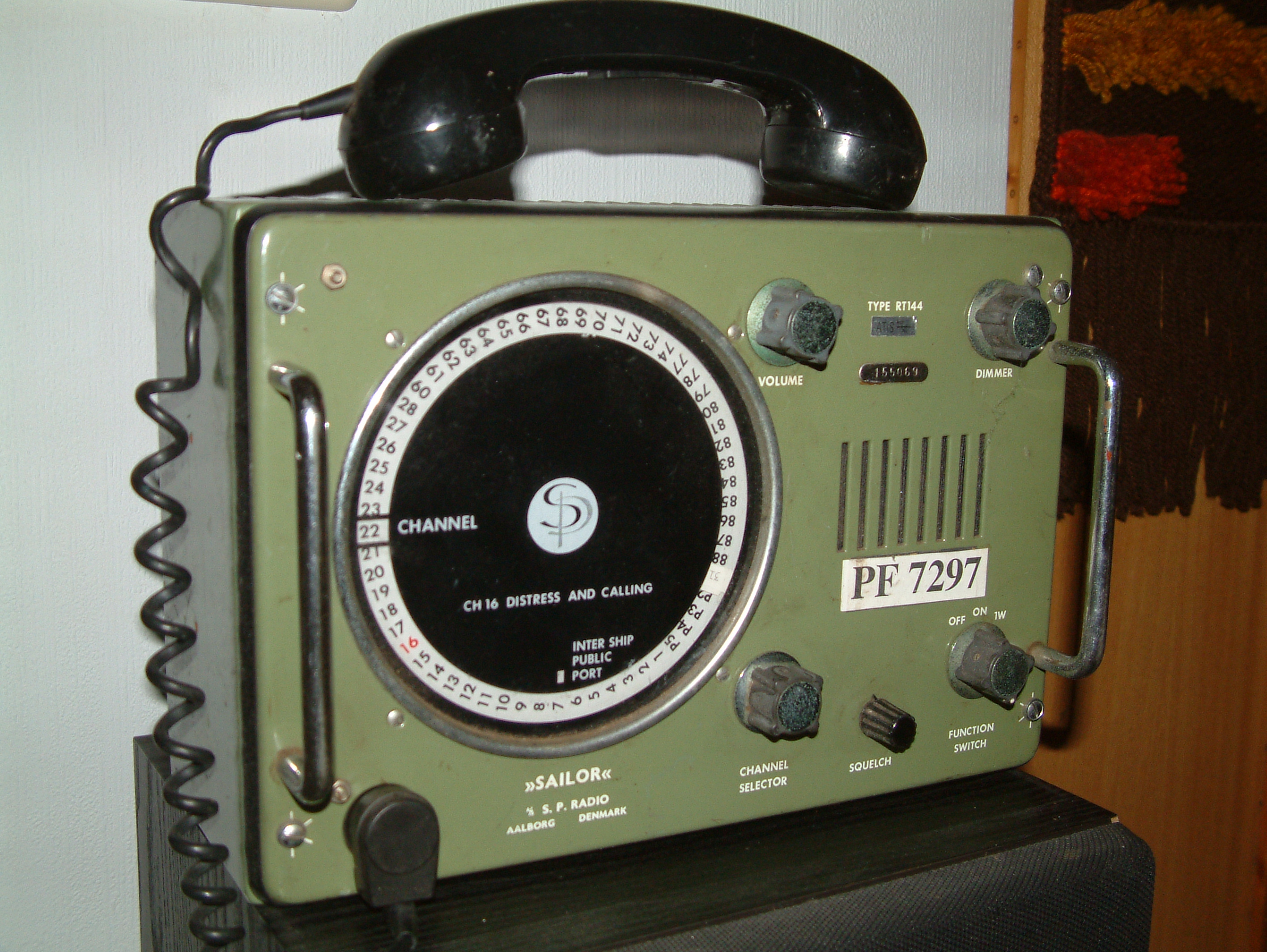
De klassieke marifoon,
Sailor RT144, met ATIS

ATIS staat voor Automatic Transmitter Identification System. Het is een systeem voor automatische identificatie van radiozenders op schepen (Europese binnenvaart). Het dient niet te worden verward met AIS (automatic identification system). Op volle zee wordt nautische zendapparatuur (zowel marifoon als reddingsbakens) geïdentificeerd met behulp van het MMSI-nummer.
ATIS is ontwikkeld voor VHF-radio-installaties in de maritieme band (156 - 162 MHz) met beperkt vermogen (1 - 25 watt). Wanneer de ATIS-code van het schip in de marifoon is ingebouwd kan de zender in het radioverkeer automatisch worden geïdentificeerd.
Het signaal is numeriek opgebouwd en wordt overgebracht door middel van het X25 protocol met 1200 baud, simpel gezegd bestaat dat uit twee wisselende tonen (1300 en 2100 Hz). Bij een ontvanger die uitgerust is met een decoder, verschijnt de roepnaam van de zender op een display.
Verkeersbegeleidingssystemen op bruggen, sluizen en in jachthavens kunnen zo zien door wie zij worden opgeroepen.
Het gebruik van ATIS is verplicht op de binnenwateren van de landen die de Regionale Overeenkomst betreffende de radiodienst op de binnenwateren hebben ondertekend te Bazel (Zwitserland) op 6 april 2000 (o.a. Nederland, België, Duitsland, Zwitserland).
Alle scheepsradio's en alle draagbare toestellen aan boord moeten uitgerust zijn met deze coderingsinstallatie voor het uitzenden van het ATIS-signaal. Het ATIS-signaal wordt automatisch uitgezonden op alle kanalen nadat de zendknop is losgelaten. Bij lange uitzendingen wordt het ATIS-signaal om de vijf minuten meegezonden.
Indien de installatie voorzien is van digitale selectieve oproep (DSC), wordt het ATIS-signaal niet meegezonden tijdens een DSC-oproep (voor het gebruik van deze toestellen is een Marcom-B-certificaat vereist) Marcom-B is gelijk aan een basiscertificaat marifonie uitgebreid met de module GMDSS-B.
Het mag niet mogelijk zijn voor de gebruiker om de ATIS-inrichting af te koppelen of te herprogrammeren. Wel wordt, bij een gecombineerde marifoon, ATIS uitgeschakeld bij het overschakelen van gebruik op binnenwateren naar gebruik op volle zee.
De ATIS-code wordt als volgt samengesteld: Y MID X1 X2 X3 X4 X5 X6
- waarbij Y staat voor cijfer 9 en alleen op de binnenwateren mag worden gebruikt.
- MID (3 cijfers) staat voor de maritieme identificatiecijfers van ieder land
| 244     | P  | Nederland   |
| 205     | O  | België      |
| 227     | F  | Frankrijk   |
| 253     | L  | Luxemburg   |
| 211 218 | D  | Duitsland   |
| 269     | H  | Zwitserland |
| 203     | AE | Oostenrijk  |

- X1 tot X6 staan voor de roepnaam.
- X1 en X2 vormen een nummer dat voor de tweede letter van de roepnaam staat (01 staat voor de letter A, 02 voor de letter B, enz.)
- X3 tot X6 zijn de cijfers van de roepnaam
Voorbeeld: een in België geregistreerd schip met roepletters OT-1234 zal als ATIS-code 9 205 20 1234 hebben.